# Un po' di follia in primavera
Un po' di follia in primavera è un romanzo della scrittrice italiana Alessia Gazzola, edito da Longanesi nel 2016. È il sesto con protagonista Alice Allevi, pasticciona aspirante anatomopatologo all'Istituto di Medicina Legale di Roma. La serie, bestseller in patria, è stata tradotta in varie lingue tra cui francese, tedesco, polacco, turco e spagnolo.
Dai primi tre romanzi, è stata tratta la prima stagione de L'Allieva, realizzata da Endemol Shine Italy e Rai Fiction e trasmessa su Rai 1 dal 26 settembre al 31 ottobre 2016. La seconda stagione è andata in onda dal 25 ottobre al 28 novembre 2018 sempre su Rai 1 e la terza è stata trasmessa in prima visione in Italia da Rai 1 dal 27 settembre all'8 novembre 2020.

## Trama
Arthur decide di lavorare in Italia per passare più tempo con Alice, e le chiede di sposarlo. All’inizio del libro si scopre che il Supremo è andato in pensione e ora la Wally è a capo dell'Istituto. Claudio é geloso di Arthur. Intanto le storie dei protagonisti si intrecciano con l'omicidio del famoso psichiatra Ruggero D'Armento, che era stato professore di Alice, e che viene trovato morto nella sua clinica. Sulla scena del delitto viene ritrovato un braccialetto che si rivelerà essere un elemento chiave dell'indagine. Al funerale Alice è colpita da due donne: Mathilde Sartori, collaboratrice di d'Armento, e sua sorella Elena. Un malato della clinica si accusa dell'omicidio ma non sa qual è l'arma.  Il Supremo intuisce che l'arma del delitto è un coltello da formaggio. Si scopre che, grazie allo psichiatra, la famiglia Cardinali aveva avuto in adozione un bambino di nome Andrea. La madre é disperata. La moglie di D'Armento aveva un amante che si scopre essere Andrea. Andrea non riesce a trovare lavoro, ma dopo la morte di D'Armento ottiene successo. Kate, la madre di Arthur, arriva a Roma. Lei e il Supremo si riavvicinano ed è proprio Alice la prima a intuirlo. Alice parla con Mathilda e la convince a darle informazioni nonostante il segreto professionale. Alice scopre che il testimone della clinica voleva proteggere Azzurra, sorella di Andrea, di cui era innamorato. Tuttavia, Azzurra è pazza ed è convinta che D'Armento abbia cercato di peggiorare la sua situazione. Emerge che lo psichiatra era stato pagato per far adottare Andrea dai Cardinali. D'Armento era un manipolatore e si crede che abbia rovinato la carriera di Andrea per vendetta. Alice e Arthur si lasciano definitivamente. Lei capisce che non lo ama più e che lui non è felice in Italia. Alice vede il braccialetto addosso a Mathilde, ma non crede che sia stata lei ad uccidere lo psichiatra. La sorella di Mathilde tenta il suicidio. Si scopre che Elena lavorava nella clinica e che era innamorata di D'Armento che però maltrattava. Lei infine l’ha ucciso e con la sorella ha coperto le tracce.  Alice conclude la specializzazione, ha saputo di un concorso di dottorato per restare a lavorare nell'Istituto.

## Edizioni
- Alessia Gazzola, Un po'di follia in primavera, Milano, Longanesi, 2016, ISBN 9788830447035.